# Cividade de Terroso
La Cividade de Terroso  est un site archéologique constitué des vestiges d'une colline fortifiée de la culture des castros. Elle est située dans la freguesia de Aver-o-Mar (pt), sur le territoire de la municipalité de Póvoa de Varzim (district de Porto, Portugal),. 
Elle est classée Bien d'intérêt public (Catégorie IIP)  depuis 1961 .

## Historique
La Cividade de Terroso était une importante colonie de la culture des castros dans le nord-ouest de la péninsule ibérique, connue au Moyen Âge sous le nom de Montis Teroso, elle a été construite au sommet de la colline Cividade, à moins de 5 km de la côte, à la limite est de la ville contemporaine. Elle prospéra grâce à ses solides remparts et à sa proximité avec la mer, qui permettaient le commerce avec les civilisations de la Méditerranée. Ce commerce attira l'attention des Romains. Elle disparut à la fin de la guerre lusitanienne, remportée par Rome grâce à l'assassinat perfide de Viriate, le chef lusitanien à la tête des intérêts indigènes.
On pense que le peuplement de la Cividade de Terroso a eu lieu à l'âge du bronze, entre 900 et 800 av. J.-C., suite au déplacement des populations vivant dans la plaine fertile de Beiriz et à Várzea da Póvoa de Varzim. Ceci est confirmé par la découverte de fosses ovoïdes, fouillées en 1981 par Armando Coelho (pt), dans lesquelles ont été recueillis des fragments de quatre vases datant d'avant le début du peuplement de la cité. Il s'agit donc de l'un des plus anciens castros, au même titre que la Citânia de Santa Luzia  ou celle de Roriz.

## Description
La colline fortifiée présente une organisation défensive composée de trois lignes de murailles. Le plateau central était entourée d'un puissant système défensif composé de deux murs parallèles construits avec de gros blocs et des pierres de taille moyenne sans mortier, les faces extérieures étant régularisées et l'espace entre elles étant comblé de gravier. Les deux autres lignes défensives sont reconnaissables à leurs irrégularités et à leurs affleurements. Sur la plateforme Au centre, le plan urbain montre une rue pavée axiale, orientée est-ouest et traversant le centre de l'établissement, qui semble se croiser avec une autre rue orientée nord-sud, formant quatre grandes unités. Chacun de ces quadrants est divisé en unités familiales composées de plusieurs bâtiments autour d'une cour presque toujours pavée.

## Galerie

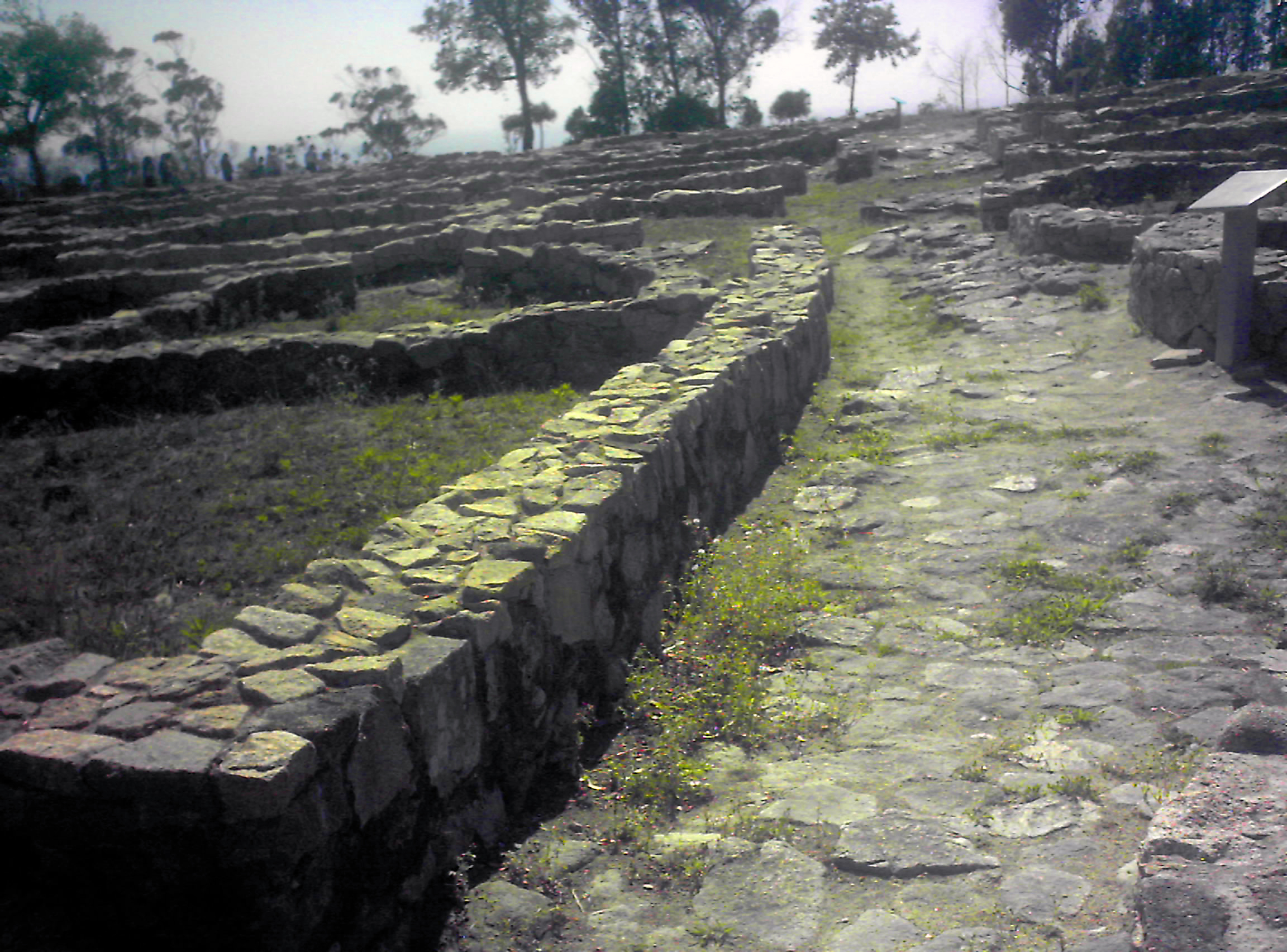
Rue Decumanus de Cividade de Terroso.
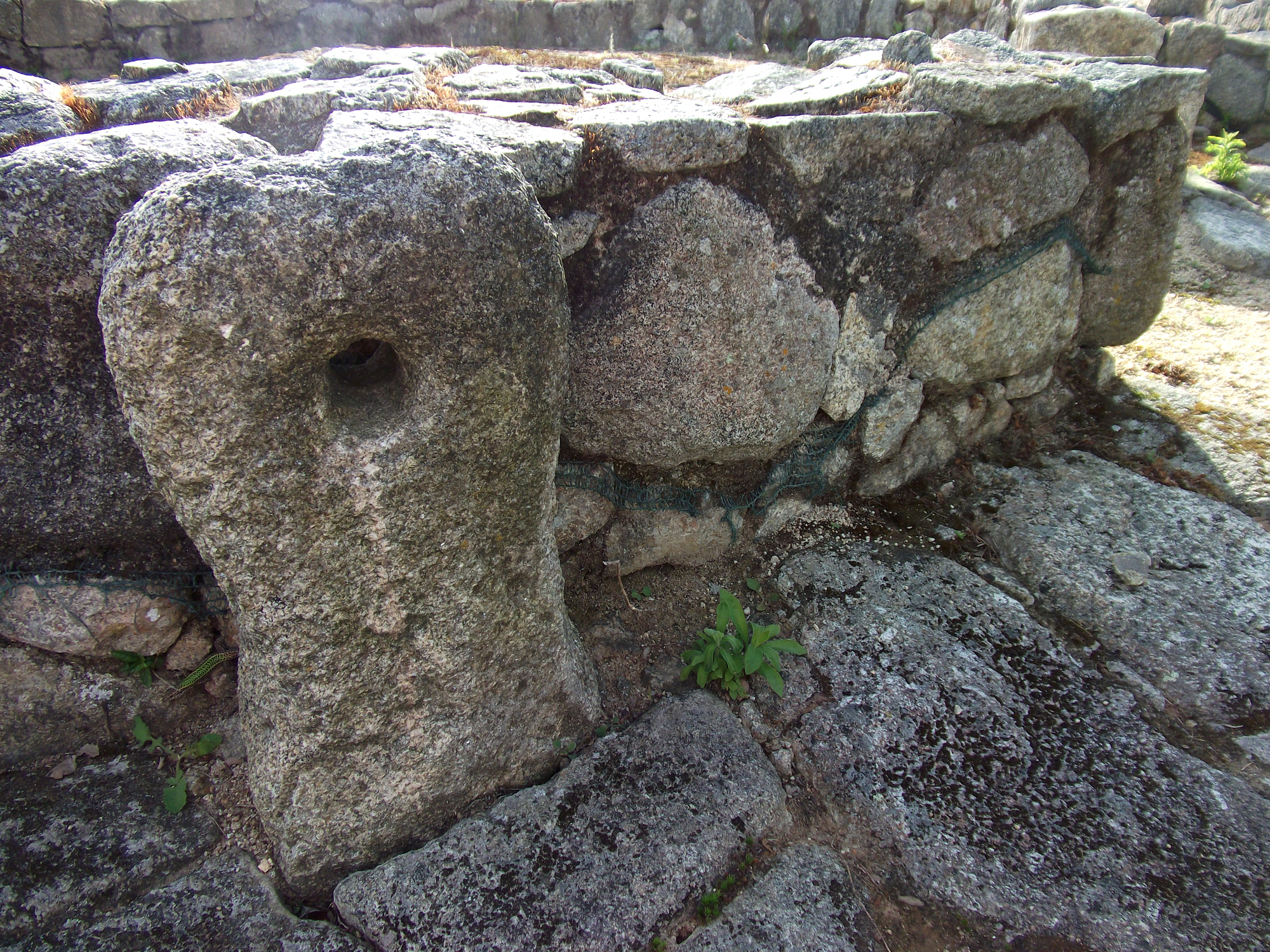
Pierre de porte.